# Federico Supervielle Bergés
Federico Supervielle Bergés (El Puerto de Santa María, 1990) es un escritor y marino de guerra español. Ha desarrollado su carrera en barcos de la Armada Española y es autor de la serie de novelas del Albatros.

## Biografía
Oficial de la Armada Española, recibió Despacho de alférez de navío en 2014, pasando destinado a la fragata Victoria. Desde entonces ha estado destinado en el Buque de Acción Marítima Tornado y en La Fragata Canarias. Su desempeño siempre ha estado relacionado con destinos de Operaciones, principalmente en el ámbito de la Guerra Electrónica, pero también como artillero y oficial de Armas Submarinas. Ha llegado a ser jefe de Operaciones tanto en el Tornado como en la Canarias y ha desplegado cinco veces en la operación contrapiratería de la Unión Europea Atalanta, en aguas del océano Índico, y en misión de seguridad cooperativa en el golfo de Guinea. Su formación castrense incluye la especialidad complementaria de Sistemas de Combate, las aptitudes de controlador táctico de helicópteros en la mar, controlador de helicópteros LAMPS, buceador elemental y oficial de acción táctica (TAO).
En el ámbito civil, Federico Supervielle es máster en Seguridad, Paz y Conflictos Internacionales por la Universidad de Santiago de Compostela y máster en Historia Militar por el Instituto Internacional de Estudios en Seguridad Global.
Su formación y vivencias se plasman en su obra, en la que podemos encontrar barcos de guerra, buceadores, helicópteros, drones o guerra antisubmarina. Además de ficcionarlo en la serie del Albatros, el escritor cuenta con un blog en el que hace divulgación sobre asuntos navales y militares, y escribe para revistas especializadas como la Revista General de Marina, la revista Ejércitos, el Instituto Español de Estudios Estratégicos o Global-Strategy, habiendo sido invitado también a numerosas charlas y coloquios sobre estos temas.

## Obras literarias
Serie Albatros
1. El Albatros y los piratas de Galguduud, Amazon, Cádiz, 2018
2. El corsario del oro negro, Amazon, Cádiz, 2019
3. El galeón de Sint Maarten, Amazon, Cádiz, 2020
4. El submarino del narco, Amazon, Cádiz, 2021
5. La venganza de Alhucemas, Amazon, Cádiz, 2022
6. El secuestro del Albatros, Amazon, Cádiz, 2023

Novela histórica
1. En la Tercera el francés, Amazon, Madrid, 2024

## Artículos académicos
- DDG-1000: El destructor del s. XXI, Revista General de Marina, 2014
- ¿Irán China y EE.UU. a la guerra?, IEEE, 2018
- ¿La eterna batalla entre Morfeo y Neptuno?, Revista General de Marina, 2019
- Ciberseguridad naval, Revista Ejércitos, 2019
- Venezuela y la responsabilidad de proteger, IEEE, 2019
- CAPTAS-4 de THALES: el sonar elegido para las fragatas F-110, Revista Ejércitos, 2020
- La guerra: política, social, tecnológica, criminal y humana, Revista Ejércitos, 2020
- Drones submarinos: dos escollos por salvar, Global Strategy, 2020
- Calma chicha y un tornado, Revista General de Marina, 2020
- Introducción a la guerra electrónica naval (I), Revista Ejércitos, 2020
- Ala fija embarcada: ¿necesidad o quimera?, Revista General de Marina, 2021
- Introducción a la guerra electrónica naval (II): ESM, Revista Ejércitos, 2021
- Introducción a la guerra electrónica naval (III): ECM y EPM, Revista Ejércitos, 2022
- Despegue corto, aterrizaje vertical y polémica horizontal, Global Strategy, 2022